# Brucknerallee 178 (Mönchengladbach)

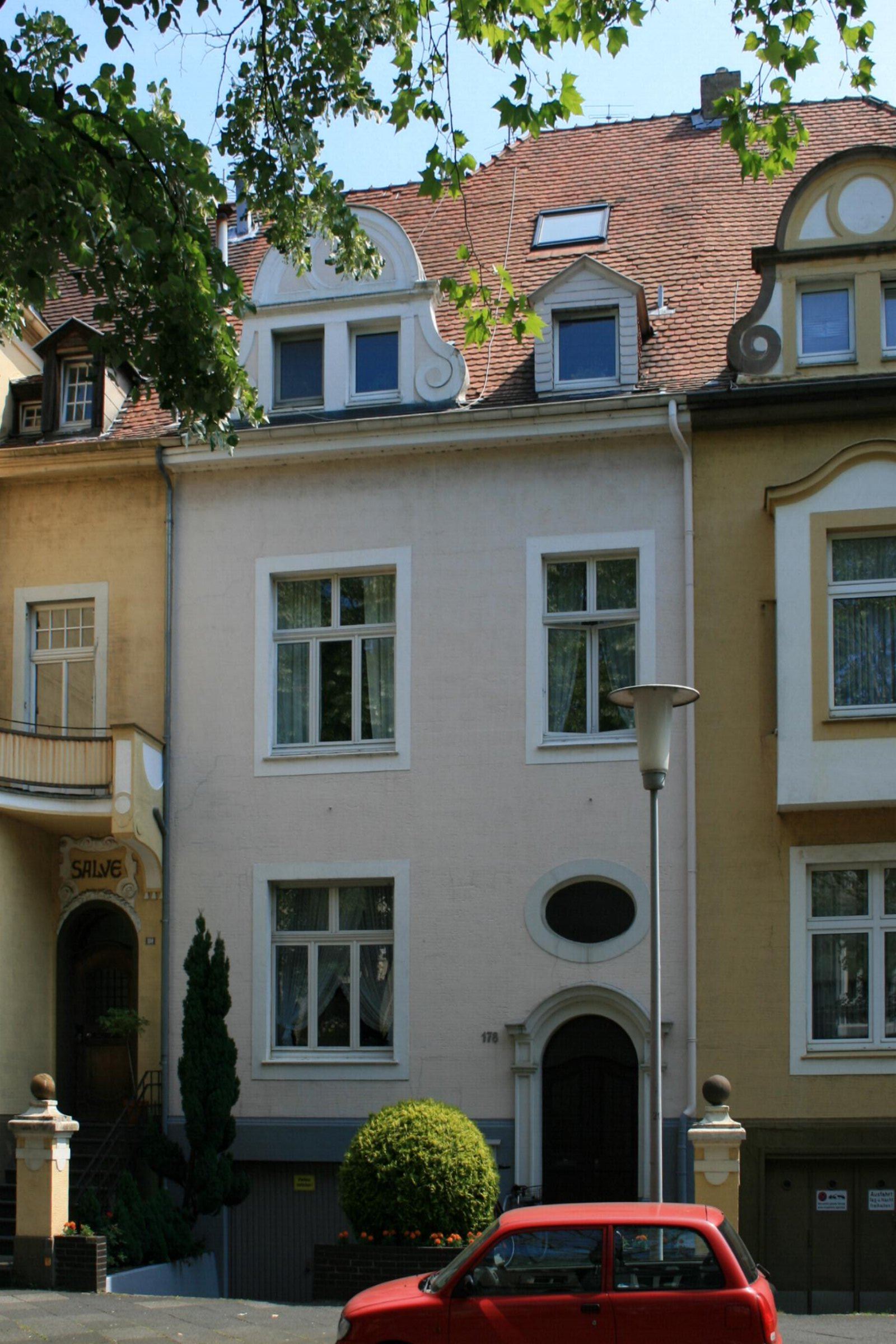
Wohnhaus (2010)

Das Wohnhaus Brucknerallee 178 steht im Stadtteil Grenzlandstadion in Mönchengladbach (Nordrhein-Westfalen).
Das Gebäude wurde 1903/04 erbaut. Es ist unter Nr. B 096 am 2. März 1989 in die Denkmalliste der Stadt Mönchengladbach eingetragen worden.

## Architektur
Dieses bürgerliche Wohnhaus ist als rechter, abschließender Teil einer geschlossenen und außerordentlich gut erhaltenen Gruppe (Nr. 176–196) historischer Stadthäuser zu betrachten. Bei dieser Gruppe handelt es sich um das Kernstück der vor der Jahrhundertwende als Prachtstraße und als weitere Verbindungsachse zwischen Rheydt und Mönchengladbach angelegten Allee.
Das Gebäude ist als Teil des besonderen Bautyps des Doppelhauses zu sehen, der auf der Brucknerallee in allen Abschnitten sehr oft vertreten ist, wobei die einzelnen Doppelhäuser auch alle verschiedene Bauphasen in ihrer unterschiedlichen Ausprägung repräsentieren. Dieses seitengleiche, in der Straßenfront zurückliegende Doppelhaus mit Vorgarten wurde 1903–1904 errichtet.
Die Fassade des zweigeschossigen, zweiachsigen und traufständigen Hauses mit ausgebautem Dachgeschoss ist auffallend schlicht und in der Ornamentik zurückhaltend gestaltet.